# Sư đoàn Quân đội nhân dân Việt Nam
Sư đoàn trong Quân đội nhân dân Việt Nam là một tổ chức thấp hơn Quân đoàn được biên chế trong đội hình của Quân đoàn, Quân khu trong Quân đội nhân dân Việt Nam gồm các quân binh chủng hợp thành và các chuyên ngành theo ngành dọc phân cấp.

## Lãnh đạo chung
- Sư đoàn trưởng: 01 người, Đại tá (nhóm 6), thường là Phó Bí thư Đảng ủy Sư đoàn
- Chính ủy: 01 người, Đại tá (nhóm 6), thường là Bí thư Đảng ủy Sư đoàn
- Phó Sư đoàn trưởng kiêm Tham mưu trưởng: 01 người, Đại tá (nhóm 7), thường là Ủy viên Thường vụ Đảng ủy Sư đoàn
- Phó Sư đoàn trưởng: 02 người, Đại tá (nhóm 7), thường là Ủy viên Thường vụ Đảng ủy Sư đoàn
- Phó Chính ủy: 01 người, Đại tá (nhóm 7), thường là Ủy viên Thường vụ Đảng ủy Sư đoàn

## Tổ chức chung

### Cơ quan trực thuộc
- Phòng Tham mưu (nhóm 7)
- Phòng Chính trị (nhóm 7)
- Phòng Hậu cần - Kỹ thuật (nhóm 8)
- Ban Tài chính (nhóm 8)
- Ủy ban kiểm tra Đảng (nhóm 8)

### Đơn vị cơ sở trực thuộc
- Trung đoàn Bộ binh: 03 Trung đoàn (nhóm 8)
- Trung đoàn Pháo binh (nhóm 8)
- Trung đoàn Phòng không (nhóm 8)
- Tiểu đoàn 24 Quân y (nhóm 10)
- Tiểu đoàn 26 Tăng-Thiết giáp (nhóm 10)
- Tiểu đoàn 25 Vận tải (nhóm 10)
- Tiểu đoàn 18 Thông tin (nhóm 10)
- Tiểu đoàn 13 Pháo phản lực (nhóm 10)
- Tiểu đoàn 14 Pháo binh (nhóm 10)
- Tiểu đoàn 17 Công binh (nhóm 10)
- Đại đội 26 Sửa chữa Tổng hợp (nhóm 12)
- Đại đội 20 Trinh sát (nhóm 12)
- Đại đội 21 Hóa học (nhóm 12)
- Đại đội 23 Cảnh vệ (nhóm 12)
- Kho Kỹ thuật (nhóm 12)
- Kho Hậu cần (nhóm 12)
- Tiểu đội Nấu ăn

## Các loại hình Sư đoàn
- Sư đoàn Bộ binh
- Sư đoàn Bộ binh cơ giới
- Sư đoàn Phòng không
- Sư đoàn Không quân
- Sư đoàn Kinh tế quốc phòng

## Danh sách các sư đoàn
- Các sư đoàn bộ binh, bộ binh cơ giới

1. Sư đoàn 301, Bộ Tư lệnh Thủ đô Hà Nội
2. Sư đoàn 3, Quân khu 1
3. Sư đoàn 346, Quân khu 1
4. Sư đoàn 306, Quân khu 1
5. Sư đoàn 316, Quân khu 2
6. Sư đoàn 355, Quân khu 2
7. Sư đoàn 304, Quân khu 2
8. Sư đoàn 350, Quân khu 3
9. Sư đoàn 395, Quân khu 3
10. Sư đoàn 324, Quân khu 4
11. Sư đoàn 341, Quân khu 4
12. Sư đoàn 968, Quân khu 4
13. Sư đoàn 2, Quân khu 5
14. Sư đoàn 305, Quân khu 5
15. Sư đoàn 307, Quân khu 5
16. Sư đoàn 315, Quân khu 5
17. Sư đoàn 5, Quân khu 7
18. Sư đoàn 302, Quân khu 7
19. Sư đoàn 309, Quân khu 7
20. Sư đoàn 7, Quân khu 7
21. Sư đoàn 4, Quân khu 9
22. Sư đoàn 8, Quân khu 9
23. Sư đoàn 330, Quân khu 9
24. Sư đoàn 308, Quân đoàn 12
25. Sư đoàn 312, Quân đoàn 12
26. Sư đoàn 390, Quân đoàn 12
27. Sư đoàn 325, Quân đoàn 12
28. Sư đoàn 10, Quân đoàn 34
29. Sư đoàn 31, Quân đoàn 34
30. Sư đoàn 320, Quân đoàn 34
31. Sư đoàn 9, Quân đoàn 34

- Các sư đoàn phòng không

1. Sư đoàn Phòng không 361
2. Sư đoàn Phòng không 363
3. Sư đoàn Phòng không 365
4. Sư đoàn Phòng không 367
5. Sư đoàn Phòng không 375
6. Sư đoàn Phòng không 377

- Các sư đoàn không quân

1. Sư đoàn Không quân 370
2. Sư đoàn Không quân 371
3. Sư đoàn Không quân 372

- Các sư đoàn kinh tế quốc phòng

1. Đoàn KTQP 338, quân khu 1
2. Đoàn KTQP 799, quân khu 1
3. Đoàn KTQP 313, quân khu 2
4. Đoàn KTQP 326, quân khu 2
5. Đoàn KTQP 345, quân khu 2
6. Đoàn KTQP 356, quân khu 2
7. Đoàn KTQP 379, quân khu 2
8. Đoàn KTQP 327, quân khu 3
9. Đoàn KTQP 4, quân khu 4
10. Đoàn KTQP 5, quân khu 4
11. Đoàn KTQP 92, quân khu 4
12. Đoàn KTQP 337, quân khu 4
13. Đoàn KTQP 206, quân khu 5
14. Đoàn KTQP 516, quân khu 5
15. Đoàn KTQP Lâm Đồng, quân khu 7
16. Đoàn KTQP 778, Quân khu 7
17. Đoàn KTQP 915, quân khu 9
18. Đoàn KTQP 959, quân khu 9

- Các sư đoàn đã giải thể
- Sư đoàn 1
- Sư đoàn 6
- Sư đoàn 317